# Headspace (armas de fogo)

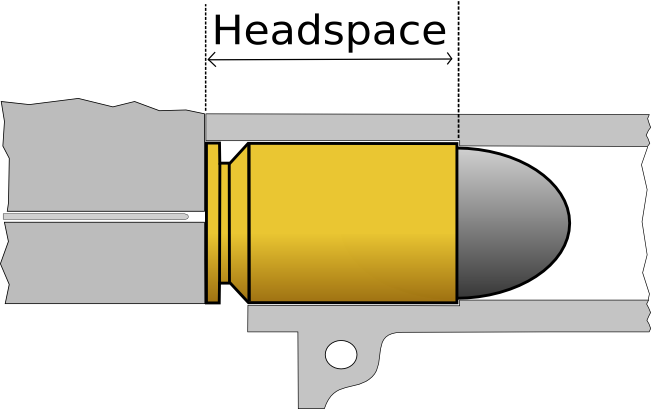
Diagrama mostrando o headspace de um cartucho .45 ACP de pistola semi-automática.

Headspace (em tradução livre no contexto, algo como "espaço livre"), em relação à armas de fogo, é a distância medida entre a face do ferrolho e a parte da câmara que interrompe o movimento do cartucho para a frente (ponto de referência datum). Quando usado como verbo, headspace refere-se à interferência criada entre essa parte da câmara e algum ressalto do estojo que atinge o posicionamento correto. Cada cartucho tem seu "ponto de referência" em posições diferentes.

## Pontos de referência
Para determinar o headspace, cada tipo de cartucho, tem um ponto de referência diferente, por exemplo: nos cartuchos de rifle no formato "garrafa" sem aro como o 5,56×45mm NATO, o headspace é medido em relação ao "ombro" do cartucho; nos cartuchos de rifle no formato "garrafa" com aro como o .303 British, o headspace é a largura do recesso para o aro entre a base do ferrolho e a "boca" da câmara; nos cartuchos com aro como o .357 Magnum, o headspace é medido da base do ferrolho à superfície dianteira de seu aro; nos cartuchos cinturados como o .375 H&H Magnum, o headspace é medido da base do ferrolho à superfície dianteira de seu "cinto" e nos cartuchos sem aro como o .45 ACP, o headspace é medido da base do ferrolho à "boca" de seu estojo.

## Importância
Se o headspace for mais curto que a especificação, as munições podem não funcionar corretamente. Se o headspace for mais comprido que a especificação, a munição pode não se encaixar como pretendido ou projetado e o estojo do cartucho pode se romper, possivelmente danificando a arma de fogo e ferindo o atirador.